# Elias Lönnrot
Elias Lönnrot (9. dubna 1802 Sammatti – 19. března 1884 tamtéž) byl finský spisovatel, filolog a sběratel lidové poezie. Je nejznámější sestavením finského národního eposu Kalevala.

## Život
Narodil se v Sammatti v jižním Finsku jako syn krejčího. Studoval medicínu na Královské akademii v Turku, ale v roce, kdy nastoupil, došlo ve městě k velkému požáru, při kterém univerzita vyhořela, proto se jako většina ostatních přesunul do Helsinek, kde roku 1832 i promoval. Poté přijal úřad oblastního lékaře v Kajaani v severovýchodním Finsku. V této době zde panoval hladomor, který uspíšil rezignaci předchozího lékaře a umožnil mladému lékaři získat takové místo. Několik následujících let se špatnou úrodou vedl k velkým ztrátám v populaci. Lönnrot psal dopisy státním úřadům, ve kterých žádal o potraviny. Byl jediným lékařem pro asi 4 000 lidí ve své oblasti v době, kdy lékařů bylo málo a byli drazí a lidé spíše důvěřovali vesnickým ranhojičům a místním snadno dostupným léčebným prostředkům.
Jeho největší přínos byl lingvistický a filologický. Zajímal se o finštinu, o které začal psát v roce 1827 a začal sbírat lidové pověsti venkovského obyvatelstva své doby. Ze svého úřadu několikrát vyrazil na cesty, při kterých sbíral lidovou poezii. Navštěvoval i Laponsko a blízké části ruské Karélie. Pověsti sebrané při cestách využil ve svých knihách včetně Kalevaly.
Roku 1860 vydal první finsky napsaný herbář Flora Fennica — Suomen Kasvisto. Herbář rozšířil s Th. Saelanem a znovu vydal v roce 1866. Kniha obsahovala rostliny, které Lönnrot sebral při svých cestách, poznámky o jejich použití a popisy květů a listů.
Zemřel 19. března 1884 v Sammatti (provincie Uusimaa).

Finský grafik Erik Bruun použil jeho portrét jako motiv pro pětisetmarkovou bankovku.

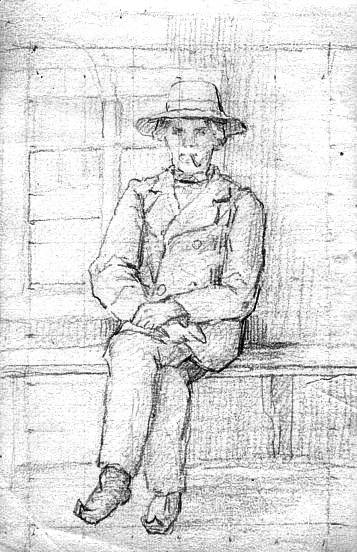
Elias Lönnrot

## Dílo
- 1829–1831: Kantele (kantele je finský národní hudební nástroj),
- 1835–1836: Kalevala, karelo-finský národní epos sestavený z ústní slovesnosti Finů a Karelů.
- 1839: Suomen historia (Dějiny Finska),
- 1840: Kanteletar,  sbírka finských lidových písní.
- 1840:  Venäjän historia (Dějiny Ruska).
- 1842: Suomen kansan sananlaskuja (Přísloví finského národa).
- 1844: suomen kansan arvoituksia (Hádanky finského národa)
- 1849: druhé, rozšířené vydání eposu Kalevala
- 1860: Flora Fennica - Suomen Kasvisto (herbář)
- 1866–1880: Finske-Svenskt lexikon (Finsko-švédský slovník). slovník obsahuje 300 000 hesel.
- 1880: Suomen kansan muinaisia loitsurunoja (Starodávná začíkadla finského národa).

## Překlady do češtiny
- Lönnrot, Elias. Aino (Kalevala). Ruch 6, 1884, 20, s. 319; 21, s. 336; 22, s. 350–351. Přel. Josef Holeček.
- Lönnrot, Elias. Bez matičky, bez tatíčka (Kanteletar). In Finská literatura psaná ženami – ženy ve finské literatuře. Edita, Helsinki 1998, s. 4. Přel. Josef Holeček.
- Lönnrot, Elias. Blaze doma (Kanteletar). Československá samostatnost 1, 1924, 9, příl., s. 1. Přel. Josef Holeček.
- Lönnrot, Elias. Finská národní lyrika. Dobré pivo, dobré bude – Je nás, bože – Na něj myslím, kudy kráčím – Kéž by moje vzdechy slyšel – Ochraňuj mne, Tvůrce mocný! (Kanteletar). Zlatá Praha 16, 1898–1899, 11, s. 125–126. Přel. Josef Holeček.
- Lönnrot, Elias. Finská národní lyrika. Proč zpívám – Pohár dejte zpěvákovi – Zahájím už zpěvné dílo – Zpěvný zápas – Nedůvěřivá – Nemožno mi žertovati – Rozvodnice – Rodinná katastrofa – Matička mne neuslyší – Hoře (Kanteletar). Květy 20, 1898, , s. 201–210. Přel. Josef Holeček.
- Lönnrot, Elias. Finská národní lyrika. Ptáče v háji zazpívalo – Zlatá žežuličko, kukej – Slyšela jsem v lese ptáčka – Já jsem panna jako kvítí (Kanteletar). Zlatá Praha 16, 1898–1899, 24, s. 282. Přel. Josef Holeček.
- Lönnrot, Elias. Finská národní lyrika. Ukázky z překladu. Nepřišla jsem, nejsem tady – Matička jen kárá, kárá –Tré je v létě věcí krásných – Chata v lese – Nevím, proč bych matce, otci –Hola, děvy, panny, hola! – Z Tavastie jeden přišel –Kéž bych, bože, muže měla! – Chvála chudé nevěsty – Jste vy, hoši, jste vy blázni (Kanteletar). Květy 21, 1899, 4, s. 451–457. Přel. Josef Holeček.
- Lönnrot, Elias. Finská národní lyrika. Ukázky z překladu. Stesk – Zpívám, zpívám, nikdo neví – Nad svůj chleba není chleba – Teplá košile je lněná – Cizina – Vzpomínky se v mysli líhnou… (Kanteletar). Lumír 27, 1898–1899, 11, s. 129. Přel. Josef Holeček.
- Lönnrot, Elias. Kalevala – závěr finského národního eposu (Kalevala). Lidová demokracie 26.9.1948, s. 5. Přel. Josef Holeček.
- Lönnrot, Elias. Kalevala (otteet). In PALLAS, Gustav. Hvězdy Severu. Jiří Chvojka, Havlíčkův Brod 1948, s. 239–241. Přel. Josef Holeček.
- Lönnrot, Elias. Kalevala. J. Holeček, Praha 1894–95; 2. vyd. SNKLHU, Praha 1953; 3. vyd. Odeon, Praha 1980; 4. vyd. Ivo Železný, Praha 1999; 5. vyd. Academia, Praha 2014. Přel. Josef Holeček.
- Lönnrot, Elias. Kalevala. Lumír 3, 1875, 30, s. 374–375. Přel. Josef Holeček.
- Lönnrot, Elias. Kanteletar (valikoima). V. Neubert, Praha 1904. Přel. Josef Holeček.
- Lönnrot, Elias. O potměšilém posměváčkovi Lemminkäinenovi. In ČERNÝ, Václav A. – TVRDÍKOVÁ, Michaela – VACULÍN, Ivo. Bohatýři dávných časů. Lidové nakladatelství, Praha 1989, s. 87–103.
- Lönnrot, Elias. Původ světa. Z Kalevaly, čudského národního eposu. Mysl moje sobě žádá. Květy 7, 1885, 2 (10), s. 483–488;  3 (11), s. 519–528. Přel. Josef Holeček.
- Lönnrot, Elias. Väinämöinen a Joukahainen ve zpěvu zápasí. (Kalevala). Světozor 11, 1877, 39, s. 458–459; 40, s. 471; 41, s. 483–484. Přel. Josef Holeček.
- Lönnrot, Elias. Z finských lidových písní. Matka svého pacholíčka – Blaze dítku za tatíčka (Kanteletar). Právo lidu 37, 1928, 108, příl., s. 9. Přel. Josef Holeček.
- Lönnrot, Elias. Zlatá žežuličko, kukej (Kanteletar). In PALLAS, Gustav. Hvězdy Severu. Jiří Chvojka, Havlíčkův Brod 1948, s. 141–142. Přel. Josef Holeček.
- Lönnrot, Elias. Zpode drnu není návratu – Byli jsme jak na ostrově (Kanteletar). Naše zprávy 2, 1940, 2, s. 9. Přel. Josef Holeček.